# Kenichi Sakai
Kenichi Sakai (坂井 謙一 Sakai Kenichi?) (25 de mayo de 1982) es un luchador profesional japonés, más conocido por su nombre artístico Ken45º.

## Carrera

### Toryumon (2002-2005)
Sakai debutó en 2002 en Toryumon X como Kenichi Hanai (華井謙一 Hanai Kenichi?). Al poco tiempo se alió con Takayasu Fukuda y Takeshi Minamino, con quienes formó un stable llamado Los Salseros Japóneses, después de cambiar su nombre a Pineapple Hanai (パイナップル華井 Painappuru Hanai?). El grupo tenía el gimmick de una banda japonesa de músicos de salsa. A pesar de sus coloridos bailes, Los Salseros se revelaron heels, demostrado cuando Hanai, que entraba siempre portando una guitarra, atacaba con ella a los oponentes para facilitar la victoria de su equipo. En mayo de 2005, Sakai y su grupo ganaron el UWA World Trios Championship, el cual se hallaba en poder de Solar, Ultraman & Ultraman, Jr.

### Michinoku Pro Wrestling (2006-presente)
Hanai, Fukuda y Minamino debutaron en Michinoku Pro Wrestling a mediados de 2004, conservando el gimmick de Los Salseros Japóneses. Tras una larga racha de victorias, lucharon contra The Great Sasuke & Yoshitsune por el MPW Tohoku Tag Team Championship, perdiendo. Más tarde, Los Salseros Japóneses obtendrían un nuevo miembro, Banana Senga. El 3 de abril, perdieron el UWA World Trios Championship contra Maguro Ooma, Kei Sato & Shu Sato; durante el combate, Minamino golpeó accidentalmente y ello causó la derrota. Indignado, Kenichi pasó a heel y se volvió contra su grupo, produciendo la disolución de Los Salseros Japóneses.
Posteriormente, Kenichi cambió su nombre a Ken45º y su gimmick al de un cantante de J-rock similar a Ricky Fuji. Tras derrotar a jobbers como Banana Senga, Mototsugu Shimizu y Rei, Ken45 formó el grupo Ken Gundan con ellos obligándoles a formar parte, pero el grupo no tuvo éxito y fue disuelto poco después. Tras ello, Sakai se alió con el grupo STONED.

### Pro Wrestling El Dorado (2006-2009)
En 2006, Ken45º comenzó a aparecer en Pro Wrestling El Dorado como un luchador independiente que intentaba ser parte de Aagan Iisou, a pesar de estar aliado con STONED -grupo rival de Aagan- en MPW. Sin embargo, después de que Takuya Sugawara le derrotase en un combate en el que se estipulaba que no podría volver a hacer equipo con él, olvidó esta aspiración y se centró en su carrera individual. Más tarde, sin embargo, fue admitido por Sugawara como miembro del grupo heel Hell Demons, creado con los miembros de STONED.

### Big Japan Pro Wrestling (2006-2008)
Durante su estancia en El Dorado, Kenichi apareció varias veces en Big Japan Pro Wrestling por un acuerdo entre El Dorado y ésta.

### FREEDOMS (2009-presente)
A partir de 2009, Ken45º comenzó a aparecer en la empresa FREEDOMS, normalmente al lado de Brahman Brothers.

### Dragon Gate (2009)
Durante la gira Primal Gate 2009 de Dragon Gate, Sakai apareció interpretando a Dr. Muscle, blandiendo su característica guitarra. Más tarde, Ken45º haría su debut oficial, ayudando a Takuya Sugawara.

### Secret Base (2011-presente)
Tras la caída de El Dorado, varios de sus antiguos miembros crearon la empresa Secret Base. Ken45º haría apariciones en ella a mediados de 2011, formando equipo con los luchadores autóctonos dirigidos por Bear Fukuda.

## En lucha
- Movimientos finales
  - Scorpion Death ROCK[2] / Pineapple Pie[6] (Sharpshooter)
  - BARONESS[2] (Over the shoulder kneeling belly to belly piledriver) - 2007-presente
  - Loop of Pineapple[1][2] (Vertical suplex stunner) - 2004-2006
  - Break the Hammer[2] (Falling side facebuster) - 2004-2008

- Movimientos de firma
  - Rock 'n Roll[7] (Arm trap somersault cradle pin)
  - Cryptosporidium[1][2] / Salsa Salsa[2] (Cross-armed somersault cradle pin)
  - Calico Jack[8] / Salsa Salsa II[6] (Arm wrench somersault cradle pin)
  - Salsa Salsa WILD[2] (Straight jacket roll-up derivado en straight jacket jackknife pin)
  - Region Bomb[9] (Pumphandle sitout powerbomb)
  - Helicobacter[10] (Over the shoulder back to belly facebuster)
  - Koumori Tsuri Otoshi[7] (Cross-legged over the shoulder back to belly piledriver) - 2011; parodiado de Billy Ken Kid
  - Arm wrench inside cradle pin
  - Belly to back suplex
  - Bicycle kick
  - Drop toehold
  - Figure four leglock
  - Hurricanrana
  - Lifting low blow kick seguido de running lariat
  - Lifting spinebuster[3]
  - Over the top rope suicide somersault senton
  - Snap DDT
  - Suicide dive
  - Twisting standing reverse prawn pin seguido de low blow punch

- Apodos
  - "The Crazy Rock Guy"[1]
  - "The New Age Wrestler"[1]

## Campeonatos y logros
- Michinoku Pro Wrestling
  - Futaritabi Tag Team League (2004) - con Mango Fukuda
  - Artemis Cup (2014)

- Fukumen Mania
  - Fukumen Mania Super Lightweight Championship (1 vez, actual)

- Secret Base
  - Secret Base Six Man Tag Team Tournament (2011) - con Jun Ogawauchi & Kinya Oyanagi

- Toryumon
  - UWA World Trios Championship (1 vez) - con Mango Fukuda & Takeshi Minamino